# Herbert-Wehner-Bildungswerk
Das Herbert-Wehner-Bildungswerk ist ein parteiunabhängiger, der Sozialdemokratie nahestehender Verein, der politische Bildung betreibt. Sitz des Bildungswerks ist Dresden. Es ist benannt nach dem sozialdemokratischen Politiker Herbert Wehner. Die Selbstbezeichnung lautet „Wehnerwerk“.

## Aufgaben
Das Bildungswerk soll Bürger zur Übernahme von Verantwortung in der Gesellschaft ermutigen und befähigen. Dazu führt es Seminare, Tagungen, Diskussionsveranstaltungen und Bildungsfahrten durch. Die Angebote des Herbert-Wehner-Bildungswerks sind allen Bürgern zugänglich. Die Arbeit wird finanziert aus Teilnahmegebühren und staatlichen Zuwendungen.

## Geschichte

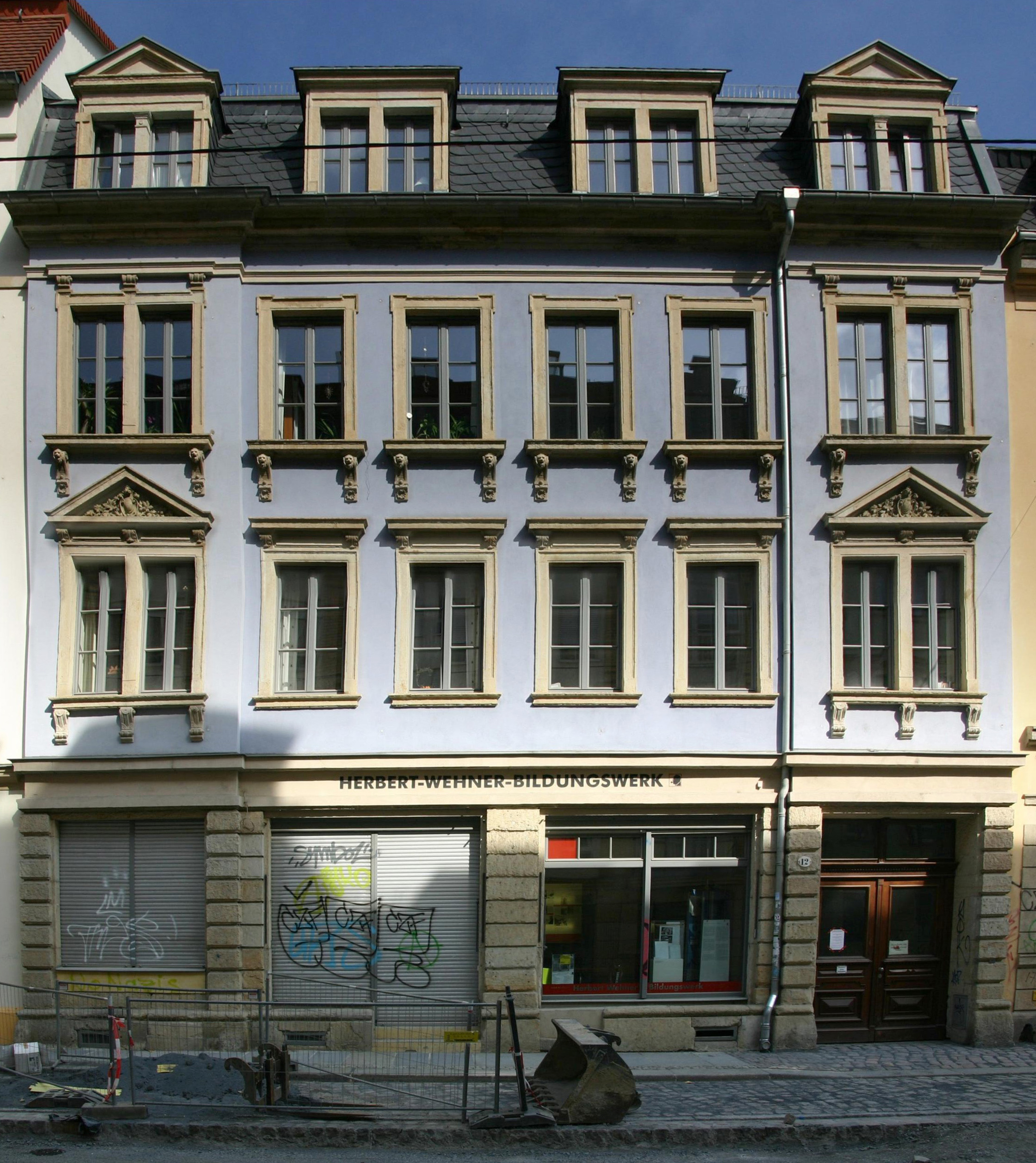
Früherer Sitz des Herbert-Wehner-Bildungswerks in der Dresdner Neustadt 2008

Das Bildungswerk wurde am 14. September 1992 in Chemnitz gegründet. Unter den Gründungsmitgliedern war auch Greta Wehner, die Witwe des 1990 verstorbenen Politikers Herbert Wehner. Erster Vorsitzender wurde der Landtagsabgeordnete Peter Adler. Erster Geschäftsführer, der das Bildungswerk aufbaute, war Klaus Reiners. 1994 erfolgte ein Umzug von Chemnitz nach Dresden. Von 1999 bis 2020 befand sich der Sitz des Bildungswerks im Stadtteil Äußere Neustadt. Im März 2020 erfolgte der Umzug in das Herbert-Wehner-Haus in der Devrientstraße in Dresden. Von 1998 bis 2011 war Christoph Meyer Geschäftsführer. Seit 1997 unterstützt der Freundeskreis Herbert-Wehner-Bildungswerk die Arbeit. 2003 wurde die Herbert-und-Greta-Wehner-Stiftung gegründet, die den privaten Nachlass Herbert Wehners verwaltet. Der Sitz ist seit 2017 die frühere Wohnung von Greta Wehner mit den Original-Möbeln, sie kann besichtigt werden.

## Arbeitsbereiche
Das Bildungswerk bietet neben politischer Bildung im engeren Sinne (Diskussionsveranstaltungen und Schulungen) auch Bildungsfahrten sowie Gedenkstättenfahrten an. Es ist Mitglied im Arbeitskreis deutscher Bildungsstätten.

## Freundeskreis
Der Freundeskreis Herbert-Wehner-Bildungswerk wurde am 8. Februar 1997 in Dresden gegründet. Gründungssprecher war Hans-Jochen Vogel. In Erinnerung an Herbert Wehner hat traditionell der bzw. die Vorsitzende der SPD-Bundestagsfraktion das Amt des Sprechers inne. So waren bereits Andrea Nahles, Thomas Oppermann, Frank-Walter Steinmeier und Peter Struck in diesem Amt tätig. Der Freundeskreis hat über 500 Mitglieder in ganz Deutschland. Ziel und Zweck des Freundeskreises ist die Unterstützung des Bildungswerks und der Bau eines Herbert-Wehner-Hauses in Dresden.